# 科因 (密蘇里州)
科因（英語：Coin）是位於美國密蘇里州俄勒岡縣的鬼鎮。

## 歷史
科因的郵局於1895年設立，其後於1909年停運。

## 地理
科因所處的海拔為高於海平面152米（即499英呎），而該地所採用的時區為UTC-6，即北美中部時區（CST）。同時該地設有夏令時間，為UTC-6調快一小時，即UTC-5（CDT）。